# Francisco Sarmento Pimentel
Francisco Ferreira Sarmento de Moraes Pimentel (São Tiago de Rande, Felgueiras, 7 de Maio de 1895 — São Paulo, Brasil, 1 de Agosto de 1988) foi um pioneiro da aviação que se notabilizou como o piloto do primeiro voo entre Portugal e a Índia e como opositor ao regime do Estado Novo. Foi irmão do também militar João Sarmento Pimentel.

## Biografia
Francisco Sarmento Pimentel nasceu a 7 de Maio de 1895, em Felgueiras, distrito do Porto, numa família da aristocracia rural com forte tradição militar. Tal como seu irmão João Sarmento Pimentel ingressou na Escola de Guerra, na arma de Infantaria e foi promovido a alferes em Setembro de 1917.
Em 1918 foi colocado no Batalhão n.º 5 da Guarda Nacional Republicana onde, ligado ao grupo militar republicano e liberal, participou nas operações que levaram à derrota da Monarquia do Norte em 1919, acompanhando o seu irmão João Sarmento Pimentel, que nesse período teve papel destacado na defesa da Primeira República Portuguesa.
Em 30 de Outubro de 1925 passou à disponibilidade, mas em 1927 enveredou pela aviação, então um ramo nascente no seio do Exército Português. Foi então promovido a tenente supranumerário ao iniciar o curso de piloto-aviador na Escola Militar de Aviação, em Sintra, onde recebeu o brevet em Julho de 1928. Foi então colocado no Grupo de Aviação de Informação n.º 1, na Amadora.
Entusiasta da aviação, em 1930, adquiriu a expensas próprias um avião monomotor De Havilland DH-80A "Puss Moth", a que deu o nome de Marão. Com esse avião preparou um raid aéreo entre Portugal e a então Índia Portuguesa, que realizou em Novembro de 1930.
Tendo como navegador o capitão Manuel Moreira Cardoso, partiu a 1 de Novembro de 1930 da Amadora, localidade onde se situava o campo de instrução da Aeronáutica Militar Portuguesa. Atravessando a Europa e o Médio Oriente, chegou a Diu e depois a Goa, num percurso com 11 800 km de extensão. A viagem terminou no campo de aviação de Mormugão a 19 de Novembro de 1930.
A viagem foi homologada internacionalmente como o recorde de distância até então percorrida num só avião, tendo Francisco Sarmento Pimentel recebido a correspondente placa da Liga Internacional dos Aviadores. Contudo, sendo já então um reconhecido opositor ao regime da Ditadura Nacional saído do Golpe de 28 de Maio de 1926, a façanha não teve em Portugal grande divulgação oficial. Ainda assim, receberia por esta altura duas condecorações.
A sua adesão à oposição ao Estado Novo levou a que fosse compulsivamente reformado no posto de tenente-aviador e em 1936 desterrado sob prisão para o Castelo de São João Baptista do Monte Brasil, na ilha Terceira, Açores. Aí solicitou autorização para se exilar no Brasil, onde se fixou na cidade de São Paulo. Foi figura de destaque entre a comunidade portuguesa radicada naquela cidade.
Após a restauração do regime democrático em Portugal operada pelo 25 de Abril de 1974, em 1976 foi reintegrado na carreira militar, como coronel-piloto-aviador da Força Aérea Portuguesa, e, em 1979, mais uma vez condecorado.
Francisco Sarmento Pimentel faleceu na cidade de São Paulo, onde vivera por mais de 40 anos, a 1 de Agosto de 1988.

### Condecorações
- Oficial da Ordem Militar da Torre e Espada, do Valor, Lealdade e Mérito, 11 de Julho de 1931[3]
- Cavaleiro da Ordem Militar de Avis, a 5 de Outubro de 1933[3]
- Grande-Oficial da Ordem da Liberdade, a 3 de Setembro de 1979[3]